# Croton floccosus
Espèce
Classification APG II (2003)
Croton floccosus est une espèce de plantes à fleurs du genre Croton et de la famille des Euphorbiaceae, présente en Équateur.